# Orgilus morulus
Orgilus morulus är en stekelart som beskrevs av Muesebeck 1970. Orgilus morulus ingår i släktet Orgilus och familjen bracksteklar. Inga underarter finns listade i Catalogue of Life.